# Leonardo D’Ascenzo

Erzbischofswappen von Leonardo D’Ascenzo

Leonardo D’Ascenzo (* 31. August 1961 in Valmontone, Italien) ist ein italienischer Geistlicher und römisch-katholischer Erzbischof von Trani-Barletta-Bisceglie.

## Leben
Leonardo D’Ascenzo studierte am Regionalseminar von Anagni und der Päpstlichen Universität Gregoriana in Rom. Später wurde er zum Doctor theologiae promoviert. Er empfing am 5. Juli 1986 durch den Bischof von Velletri und Segni, Martino Gomiero, das Sakrament der Priesterweihe. Nachdem D’Ascenzo zunächst als Gemeindepfarrer tätig gewesen war, wurde er später Spiritual am Seminar von Anagni. Dort unterrichtete er auch Theologie. Papst Johannes Paul II. verlieh ihm am 21. Februar 2004 den Titel Kaplan Seiner Heiligkeit (Monsignore). Im Juli 2015 wurde er Rektor des Seminar von Anagni.
Am 4. November 2017 ernannte ihn Papst Franziskus zum Erzbischof von Trani-Barletta-Bisceglie. Der Bischof von Velletri-Segni, Vincenzo Apicella, spendete ihm am 14. Januar 2018 die Bischofsweihe; Mitkonsekratoren waren der Erzbischof von Bari-Bitonto, Francesco Cacucci, und der Bischof von Anagni-Alatri, Lorenzo Loppa. Die Amtseinführung erfolgte am 27. Januar 2018.